# Pergalumna paucisetosa
Pergalumna paucisetosa är en kvalsterart som först beskrevs av Arthur P. Jacot 1929.  Pergalumna paucisetosa ingår i släktet Pergalumna och familjen Galumnidae. Inga underarter finns listade i Catalogue of Life.